# Crime Puzzle
Crime Puzzle (Hangul: 크라임 퍼즐; RR: Keuraim Peojeul) es una serie de televisión surcoreana transmitida del 29 de octubre de 2021 hasta el 26 de noviembre de 2021 a través de Olleh TV.
La serie es una adaptación del webtoon "Crime Puzzle" (크라임 퍼즐) de Meen.

## Sinopsis
La serie sigue a Han Seung-min, un renombrado psicólogo forense que es enviado a prisión luego de confesar el asesinato de un candidato político y otras personas, y Yoo Hee, una perfiladora criminal que pierde a su padre por dicho asesinato.
Ambos solían salir, por lo que Yoo Hee no cree en su confesión y decide ir a la prisión a buscar respuestas y armar el rompecabezas a través de diez entrevistas que tendrá con Seung-min.

## Reparto

### Personajes principales
| Actor         | Personaje     | Nº de episodios | Notas |
| ------------- | ------------- | --------------- | --- |
| Yoon Kye-sang | Han Seung-min | -               | Es un profesor estrella en la academia de policía que de repente asciende en las filas del campo de la psicología criminal del mundo con la tesis que escribió cuando tenía 20 años, pero que con una repentina confesión de asesinato, queda confinado en prisión con cadena perpetua. |
| Go Ah-sung    | Yoo Hee       | -               | Es una perfiladora criminal cuyo padre es asesinado. |

### Personajes secundarios
| Actor         | Personaje     | Nº de episodios | Notas                                                                                               |
| ------------- | ------------- | --------------- | --------------------------------------------------------------------------------------------------- |
| Yoon Gyung-ho | Kim Pan-ho    | -               | Es el ayudante de Yoon Hee.                                                                         |
| Song Seon-mi  | Park Jeong-ha | -               | Es la directora general de un club privado que está condenada a cadena perpetua.                    |
| Kwon Soo-hyun | Cha Seung-jae | -               | Es un fiscal de élite.                                                                              |
| Woo Hyun      | Jo Seong-soo  | -               | Es un prisionero que está en la cárcel de por vida que hace contratos peligrosos con Han Seung-min. |
| Kim Roi-ha    | Kim Gwan-ho   | -               | Es un jefe de prisión.                                                                              |
| Yun Jong-seok | Kim Min-jae   |                 | |
| Seo Ji-hye    | Park Soo-bin  | -               | [ 5 ]                                                                                               |
| Oh Cho-hee    | Seo Mi-jin    | -               | |
| Park Eun-byul | Lee Min-ji    | -               | |

## Episodios
La serie está conformada por diez episodios, los cuales serán emitidos todos los viernes (KST).

### Ratings
Los números en color rojo indican las calificaciones más bajas, mientras que los números en azul indican las calificaciones más altas.

## Producción
La serie está basada en el webcomic "Crime Puzzle" escrito por Meen e ilustrado por Misang, el cual fue publicado del 25 de junio de 2015 al 5 de agosto de 2016 por Book Cube Webtoon Company.
La dirección estará a cargo de Go Jae-hyun, quien contará con el guionista Choi Jong-gil.
Originalmente el actor Park Hae-jin había sigo elegido para interpretar el papel principal masculino, sin embargo posteriormente abandono el drama por razones no declaradas, por lo que fue remplazado por el actor Yoon Kye-sang.

### Distribución
La serie será transmitida a través de Olleh TV y por medio del servicio de video en línea Seezn.